# Bicelluphora
Bicelluphora este un gen de molii din familia Lymantriinae.